# Fred Peart
Thomas Frederick Peart (30 avril 1914-26 août 1988) est un homme politique travailliste britannique qui sert dans les gouvernements travaillistes des années 1960 et 1970 et a été candidat au poste de chef adjoint du parti. 

## Jeunesse et éducation
Fils d'Emerson Featherstone Peart, directeur d'école et principal membre travailliste du Conseil du comté de Durham, et de Florence Blissenden, il obtient son diplôme d'enseignant à l'Université de Durham en 1936. Pendant son séjour à l'université, il est président de la Durham Union for Epiphany pour le mandat de 1936. Il sert dans l'artillerie royale pendant la Seconde Guerre mondiale, atteignant le grade de capitaine. 

## Carrière politique
Il est élu député de Workington en 1945, siégeant jusqu'en 1976. Il est Secrétaire parlementaire privé du ministère de l'Agriculture et des Pêches (Tom Williams). 
Peart, avec le reste du Parti travailliste, est entré dans l'opposition après la victoire électorale de Winston Churchill en 1951. En 1964, il est revenu au gouvernement après la victoire d'Harold Wilson et nommé au Cabinet comme Ministre de l'agriculture, des pêches et de l'alimentation. Son mandat voit des progrès dans la rémunération des travailleurs agricoles et dans la technologie. En 1968, il devient Lord du sceau privé, sans responsabilités particulières. Sept mois plus tard, il devient Leader de la Chambre des communes, prenant le titre subsidiaire de Lord président du Conseil. Après la défaite des travaillistes aux élections de 1970, Peart retourne dans l'opposition en tant que Leader fantôme de la Chambre des communes. Il occupe ce poste jusqu'en décembre 1971, date à laquelle il est devenu ministre de l'Agriculture fantôme. Lorsque le Labour revient au pouvoir, Peart reprend le portefeuille de l'agriculture. 
Le 6 juin 1975, il est impliqué dans un accident de train; il était à bord d'un train couchette de Londres à Glasgow qui s'est écrasé à Nuneaton, il a survécu à l'accident avec des blessures mineures. 
Le 23 septembre 1976, il est créé pair à vie en tant que baron Peart, de Workington dans le comté de Cumbria, pour servir de Leader de la Chambre des lords et Lord du sceau privé à un moment où la faction travailliste dans les Lords est minuscule par rapport à la grande majorité conservatrice, composée principalement de pairs héréditaires. 
Après la victoire de Margaret Thatcher aux élections de 1979, il continue de diriger les pairs travaillistes et est ainsi devenu chef fantôme de la Chambre des lords. Il occupe ces postes jusqu'en 1982, date à laquelle il est battu par Cledwyn Hughes (baron Cledwyn de Penrhos) lors d'un vote parmi ses pairs travaillistes. 